# Kì nghỉ ở Ngôi nhà ma ám
Kì nghỉ ở Ngôi nhà ma ám (tiếng Anh: Haunted Mansion Holiday là trò chơi theo mùa của điểm vui chơi Ngôi nhà ma ám ở Disneyland. (một trò chơi tương tự có tên gọi Đêm kinh hoàng tại Kì nghỉ ở Ngôi nhà ma ám (tiếng Anh: Haunted Mansion Holiday Nightmare) cũng có ở Tokyo Disneyland.) Nó kết hợp giữa bối cảnh và các nhân vật của trò Ngôi nhà ma ám truyền thống với bộ phim The Nightmare Before Christmas của Tim Burton. Thông thường khu Ngôi nhà ma ám sẽ đóng cửa trong hai tuần rưỡi vào tháng 9 để chuyển đổi sang trò Kì nghỉ ở Ngôi nhà ma ám. Trò chơi tạm thời này sẽ mở cửa cho du khách vào cuối tháng 9 đến đầu tháng 1. Sau thời gian này khu vui chơi sẽ lại đóng cửa để dỡ bỏ về trò ban đầu.

## Âm nhạc
Nhạc nền của khu vui chơi ban đầu do Gordon Goodwin biên soạn. Nó được thay thế vào năm 2002 bằng một bộ nhạc khác của John Debney, dựa trên album nhạc phim gốc của Danny Elfman. Một số nhân vật trong trò chơi do các diễn viên lồng tiếng gốc của bộ phim đảm nhiệm, và một số hiệu ứng âm thanh là sự hoà trộn của các bài hát trong trò chơi gốc với những bản nhạc mới.
Danh sách nhạc
1. Up on the Housetop (2:07)
2. Scary Bells (1:52)
3. Over the Graveyards (1:40)
4. Old Mansion Tree (2:01)
5. Wreck the Halls (2:10)
6. We Wish You a Scary Christmas (1:45)
7. The 13 Days of Christmas (2:17)
8. God Rest You Merry Grinning Ghosts (1:53)
9. Tim Burton's The Nightmare Before Christmas Medley (2:30)
  - Includes - Making Christmas/What's This?/Kidnap the Sandy Claws
10. Disneyland Haunted Mansion Holiday Ride-Through Mix (16:20)
  - Includes - Foyer, Elevators, Elevator Exit, Picture Gallery, Loading Zone, Corridor of Doors, Seance Room, Grand Hall, Attic, Graveyard Finale, Oogie's Holiday Tricks and Treats.